# Карнеги, Патрик, 15-й граф Нортеск
Патрик Чарльз Карнеги, 15-й граф Нортеск (англ. Patrick Charles Carnegy, 15th Earl of Northesk; родился 23 сентября 1940 года) — британский потомственный пэр, журналист и ученый.

## Биография
Родился 23 сентября 1940 года. Старший сын преподобного, каноника Патрика Чарльза Александра Карнеги (1893—1969) и Джойс Элеонор Таунсли (? — 1995). У него есть младшие брат Колин Дэвид Карнеги (род. 1942) и сестра Дафна Джойс Карнеги (род. 1947). Потомок Дэвида Карнеги, 2-го графа Нортеска (? — 1679).
Патрик Карнеги получил образование в школе Рагби и Тринити Холл, Кембридж, куда он был зачислен в 1960 году. Получил степени бакалавра искусств (1963) и магистра искусств (1966).
Среди его книг "Фауст как музыкант: исследование романа Томаса Манна «Доктор Фаустус» (1973) и «Вагнер и искусство театра» (2006, премия Королевского филармонического общества, специальный приз жюри, мемориальная премия Джорджа Фридли), на создание которых ушло 40 лет . Другие публикации включают обзоры и статьи о немецкой литературе, музыке, опере (особенно о Вагнере) и театре для The Times Literary and Educational Supplements, London Review of Books, The Spectator, Opera, The Musical Times и других журналов.
В качестве телеведущего он был постоянным автором в 1970-х и 1980-х годах художественного журнала BBC Radio 4 « Калейдоскоп». Материалы для Radio 3 включали документальные фильмы о Томасе Манне, Кафке, кольце Баренбойма / Купфера в Байройте (1988) и первую оценку кольца на DVD для CD Review (2008) Radio 3 CD Review. На телевидении он участвовал в документальном фильме BBC 2 "Вагнер в сериале «Великие композиторы» (1998).
В 1988 году он был приглашен Джереми Айзексом для создания должности драматурга (литературного и репертуарного советника) в Королевском оперном театре. Там он начал программу лекций, учебных дней и других мероприятий, открытых для всех. Он был удостоен стипендии Leverhulme Research Fellowship (1994—1996).
Он был одним из основателей Международного центра искусств Байройта и входил в Центральный музыкальный консультативный комитет Би-би-си (1986—1989) и в Генеральный консультативный совет Би-би-си (1990—1996).
Лорд Нортеск — агнатический потомок Дэвида Карнеги, 2-го графа Нортеска. 28 марта 2010 года он унаследовал графский титул после смерти своего дальнего родственника, Дэвида Карнеги, 14-го графа Нортеска (1954—2010).
Лорд Нортеск живет со своей женой, сопрано Джилл Гомес, в Кембриджшире.